# Flota del Mediterráneo (Reino Unido)
La Flota del Mediterráneo (en inglés Mediterranean Fleet), también conocida como Mediterranean Station, fue una formación de la Royal Navy. La Flota fue uno de los mandos más prestigiosos de la armada británica durante la mayor parte de su historia, defendiendo el vital enlace marítimo entre el Reino Unido y la mayor parte del Imperio Británico en el hemisferio oriental, vía Gibraltar y Suez. El primer Comandante en Jefe de la Flota del Mediterráneo fue el almirante Robert Blake en septiembre de 1654 (nombrado Comandante de la Flota del Mediterráneo), aunque otras fuentes dan la fecha de 1690 como la del establecimiento de esta flota. Finalmente se disolvió en 1967.

## Antes de la Segunda Guerra Mundial
La Royal Navy se afianzó en el mar Mediterráneo cuando Gibraltar fue capturado por los británicos en 1704 durante la Guerra de Sucesión Española, y asignado formalmente a Gran Bretaña en el Tratado de Utrecht de 1713. Aunque los británicos habían mantenido una presencia naval en el Mediterráneo antes, la captura de Gibraltar permitió a los británicos establecer su primera base naval allí. Los británicos también utilizaron el puerto de Mahón (Menorca) como base naval tras su captura en 1708. Sin embargo, el control británico allí no tuvo continuidad: Menorca cambió de manos en numerosas ocasiones, y fue cedida definitivamente a España en 1802 en virtud del Tratado de Amiens. En 1800, los británicos tomaron Malta a los franceses, que iba a ser reintegrada a los Caballeros de Malta en virtud del mismo Tratado de Amiens. Cuando las guerras napoleónicas se reanudaron en 1803, los británicos retuvieron Malta para usarla como base naval, estableciendo un protectorado, bajo soberanía de iure del Reino de las Dos Sicilias. Tras la derrota de Napoleón, los británicos continuaron su presencia en Malta, siendo confirmada como colonia en virtud del Tratado de París (1814) (Art. VII) y del Congreso de Viena de 1815. Malta fue así convertida en la base principal de la Flota del Mediterráneo. Entre las décadas de 1860 y 1900, los británicos emprendieron una serie de proyectos para mejorar los puertos y las instalaciones de los astilleros, y los puertos de Malta resultaron suficientes para permitir que toda la flota estuviera amarrada allí de forma segura.

"Los ingleses encontraron en la isla de Malta unas condiciones similares a las de Menorca, es decir, un magnífico puerto muy bien situado en el Mar Mediterráneo. Así fue como se olvidaron de Menorca y ubicaron en Malta la base de su escuadra para seguir dominando el Mediterráneo."
Francisco Fornals Villalonga

En la última década del siglo XIX, la Flota del Mediterráneo era la mayor escuadra de la Royal Navy, con diez acorazados de primera clase, el doble que en la Flota del Canal, y un gran número de buques de guerra más pequeños.

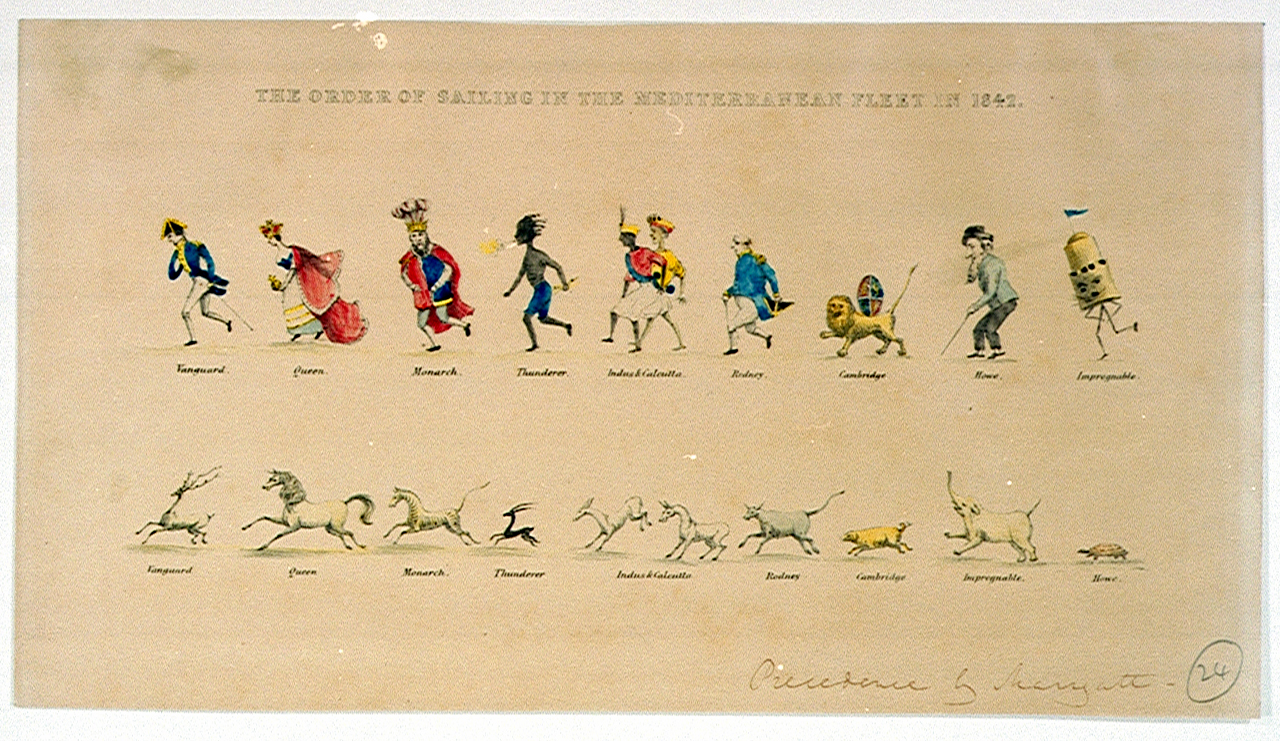
Caricatura de los rangos en la Flota del Mediterráneo en 1842

El 22 de junio de 1893, el grueso de la flota, ocho acorazados y tres grandes cruceros, estaban realizando sus ejercicios anuales de verano frente a Trípoli (entonces bajo control otomano), cuando el buque insignia de la flota, el acorazado HMS Victoria, chocó con el acorazado HMS Camperdown. El Victoria se hundió en apenas quince minutos, llevándose consigo a 358 tripulantes. El vicealmirante Sir George Tryon, comandante de la Flota del Mediterráneo, estaba entre los fallecidos.
La flota del Mediterráneo rindió visita de cortesía a Barcelona el 4 de julio de 1905, proveniente de Mahón y pusieron rumbo a Gibraltar el 11 de julio. La escuadra estaba compuesta por el acorazado HMS Bulwark, como buque insignia, más los acorazados Formidable, Implacable, London, Venerable, Queen y el Prince of Wales. También estaban los cruceros Leviathan, Carnarvon y Diana, totalizando una flota de diez buques.
De los tres cruceros de batalla originales de la clase Invencible que entraron en servicio en la primera mitad de 1908, se unieron dos (el Inflexible y el Indomitable) a la Flota del Mediterráneo en 1914. Ellos y el Indefatigable formaron el núcleo de la flota al comienzo de la Primera Guerra Mundial, cuando las fuerzas británicas persiguieron a los barcos alemanes SMS Goeben y SMS Breslau.
El acorazado HMS Warspite, recientemente modernizado, se convirtió en el buque insignia del Comandante en Jefe y Segundo al Mando de la Flota del Mediterráneo en 1926.

## Segunda Guerra Mundial

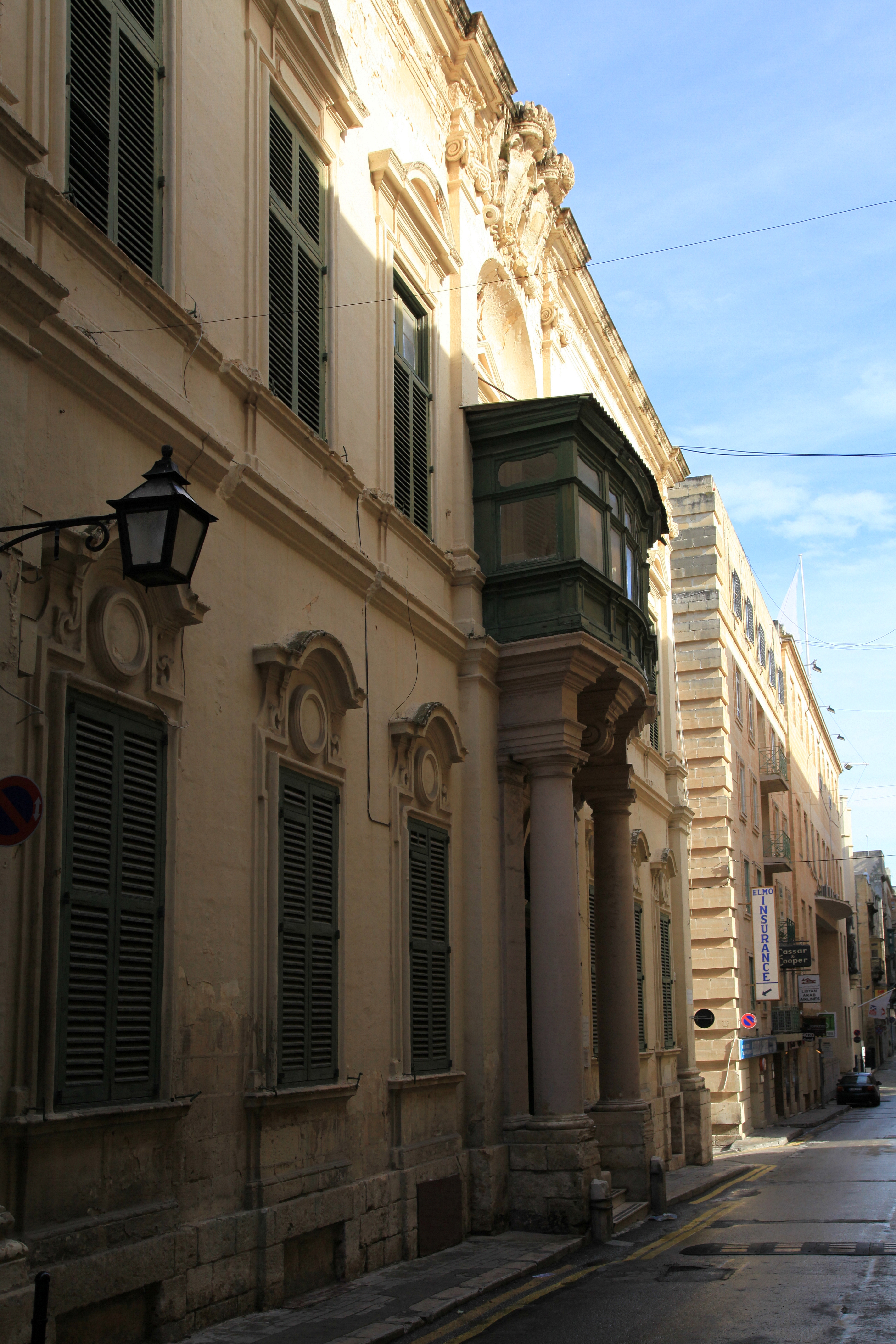
Casa del Almirantazgo en La Valeta, Malta, residencia oficial del Comandante en Jefe de la flota desde 1821 hasta 1961

Malta, como parte del Imperio Británico desde 1814, fue una estación de embarque y fue el cuartel general de la Flota del Mediterráneo hasta mediados de la década de 1930. Debido a la amenaza percibida de un ataque aéreo desde el continente italiano, la flota fue trasladada a Alejandría, Egipto, poco antes del estallido de la Segunda Guerra Mundial.
El almirante Andrew Cunningham tomó el mando de la flota a bordo del HMS Warspite el 3 de septiembre de 1939, y bajo su mando las principales formaciones de la flota fueron el Primer Escuadrón de Batalla (Warspite, Barham y Malaya), el Primer Escuadrón de Cruceros (Devonshire, Shropshire y Sussex), el Tercer Escuadrón de Cruceros (Arethusa, Penelope, Galatea), mientras que el Contralmirante John Tovey, comandaba la 1.ª, 2.ª, 3.ª y 4.ª Flotillas de Destructores y el portaaviones HMS Glorious, antiguo crucero de batalla.
En 1940, la Flota del Mediterráneo llevó a cabo un exitoso ataque contra la flota italiana en Tarento. Otras acciones importantes fueron la Batalla del Cabo Matapán y la Batalla de Creta. La flota tuvo que bloquear los refuerzos y suministros italianos y más tarde alemanes para la campaña del norte de África.

## Guerra Fría
En octubre de 1946, el HMS Saumarez chocó contra una mina en los estrechos de Corfú, iniciando una serie de eventos conocidos como el Incidente del Canal de Corfú. El canal fue despejado en la Operation Recoil al mes siguiente, involucrando a 11 dragaminas bajo el mando del portaaviones HMS Ocean, dos cruceros, tres destructores y tres fragatas.
En mayo de 1948, Sir Arthur Power asumió el cargo de Comandante en Jefe del Mediterráneo, y en su primer acto organizó una demostración de fuerza para desalentar el cruce de refugiados judíos a Palestina. Cuando más tarde ese año Gran Bretaña se retiró del Mandato Británico de Palestina, el HMS Ocean, cuatro destructores y dos fragatas escoltaron al Alto Comisionado saliente, a bordo del crucero HMS Euryalus. La fuerza se quedó para cubrir la evacuación de las tropas británicas hacia el enclave de Haifa y hacia el sur a través de Gaza.

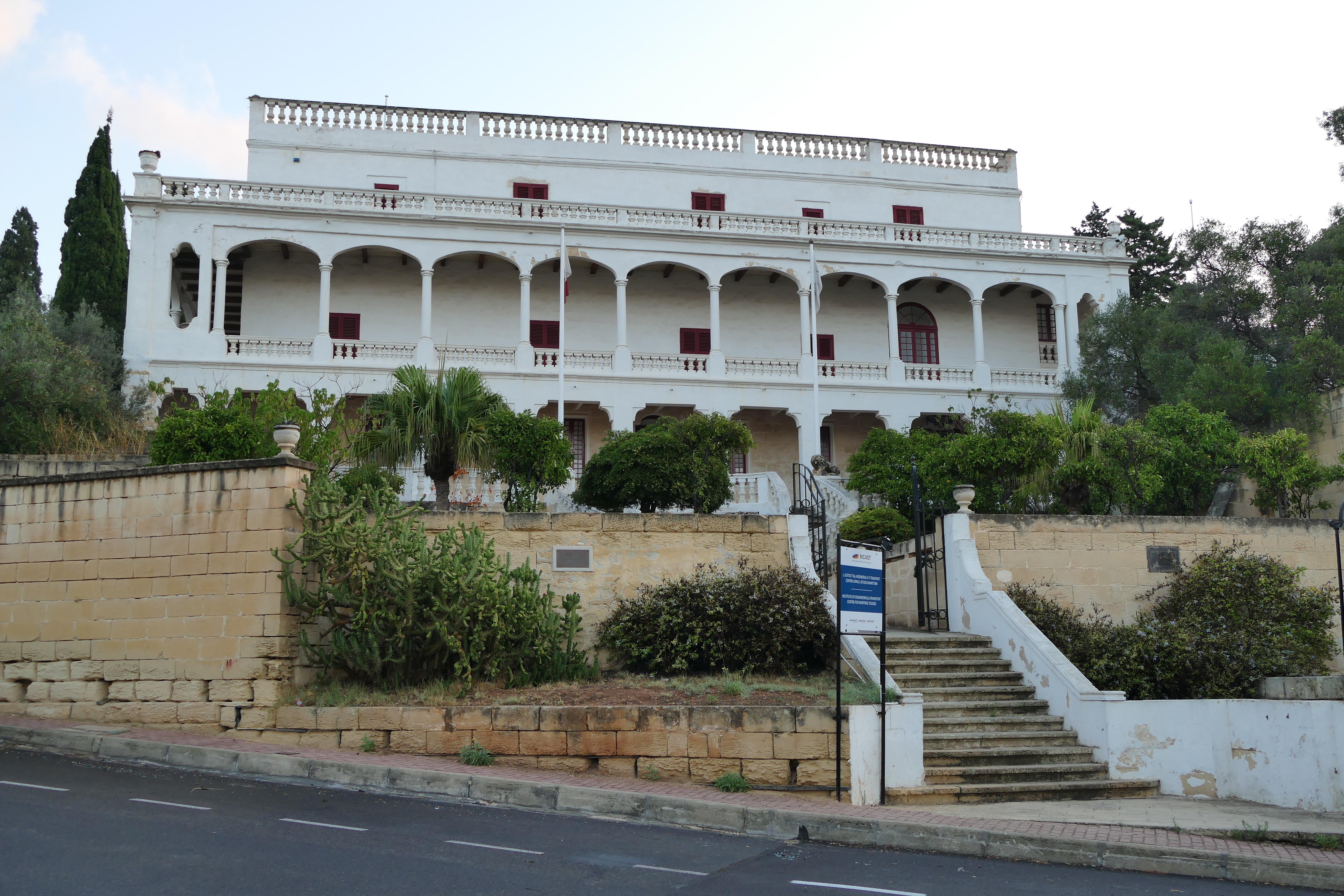
Villa Portelli, residencia oficial del Comandante en Jefe de la flota de 1961 to 1967 (y posteriormente del Flag Officer Malta desde 1967 hasta 1979).

De 1952 a 1967, el cargo de Comandante en Jefe de la Flota del Mediterráneo tuvo un doble papel como Comandante en Jefe de las Fuerzas Aliadas del Mediterráneo de la OTAN, a cargo de todas las fuerzas asignadas a la OTAN en el Área del Mediterráneo. Los británicos hicieron fuertes representaciones dentro de la OTAN en las discusiones sobre el desarrollo de la estructura de mando de la OTAN en el Mediterráneo, deseando mantener su dirección del mando naval de la OTAN en el Mediterráneo para proteger sus líneas marítimas de comunicación que atraviesan el Mediterráneo hacia Medio y Extremo Oriente. Cuando se nombró a un comandante naval de la OTAN, el almirante Robert B. Carney, comandante en jefe de las Fuerzas Aliadas del Sur de Europa, las relaciones con el actual comandante en jefe británico, el almirante Sir John Edelsten, eran frías. Edlesten, al hacer una oferta aparentemente amistosa del uso de las instalaciones de comunicaciones a Carney, que inicialmente carecía de instalaciones de comunicaciones seguras, le respondió con un "¡No voy a jugar a Fausto a tu Mefistófeles a través de las comunicaciones!"
En 1956, los barcos de la flota, junto con la Armada francesa, participaron en la Guerra del Sinaí contra Egipto.
De 1957 a 1959, el contralmirante Charles Madden fue el responsable de tres escuadrones de dragaminas, un escuadrón de guerra anfibia y una flotilla de submarinos estacionados en las bases alrededor del puerto de La Valeta. En esta capacidad, tuvo que emplear una considerable habilidad diplomática para mantener buenas relaciones con Dom Mintoff, primer ministro laborista de Malta.
En la década de 1960, la importancia de mantener el vínculo entre el Reino Unido y los territorios británicos y los compromisos al este de Suez disminuyó a medida que se desmantelaba el Imperio y el foco de las responsabilidades navales de la Guerra Fría se trasladaba al Atlántico Norte, la Flota del Mediterráneo se redujo progresivamente, disolviéndose finalmente en junio de 1967. Eric Grove, en Vanguard to Trident, detalla cómo a mediados de la década de 1960 la fuerza permanente de la Flota se "redujo a un solo pequeño escuadrón de escolta (parece haber sido el 30º Escuadrón de Escolta con la fragata HMS Brighton, el HMS Cassandra, el HMS Aisne más otro barco) y un escuadrón de dragaminas costeros". Los despliegues en la Patrulla de Beira y en otros lugares redujeron el total de escoltas en 1966 de cuatro a dos barcos, y luego a ninguna fragata. Los activos y el área de responsabilidad de la Flota fueron absorbidos por la nueva Flota Occidental. Como resultado de este cambio, el Reino Unido renunció al puesto de Comandante en Jefe de las Fuerzas Aliadas del Mediterráneo de la OTAN, el cual sería abolido.

## Principales mandos

### Comandante en Jefe, Mar Mediterráneo.
Nota: Esta lista está incompleta. La mayoría de los oficiales enumerados fueron nombrados como "Comandante en Jefe del Mar Mediterráneo", a veces simplemente "Comandante en Jefe". Los oficiales anteriores que eran nombrados para comandar flotas o escuadrones destacados en el Mediterráneo para operaciones puntuales tenían nombramiento y nomenclaturas diferentes.
| Comandante en Jefe                          | Desde              | Hasta              | Buque insignia          | Nota |
| ------------------------------------------- | ------------------ | ------------------ | ----------------------- | --- |
| General at Sea Robert Blake                 | Septiembre de 1654 | Agosto de 1657     | Swiftsure Naseby George | Nombrado Comandante de la Flota del Mediterráneo. Murió de escorbuto a bordo del George. |
| Almirante Sir Thomas Allin                  | Agosto de 1668     | Septiembre de 1670 | Monmouth Resolution     | |
| Vicealmirante Sir Edward Spragge            | Septiembre de 1670 | Marzo de 1672      | Revenge Rupert          | |
| Almirante Sir John Narborough               | Octubre de 1674    | Abril de 1679      | Henrietta Plymouth      | |
| Almirante Arthur Herbert                    | Abril de 1679      | Junio de 1683      | Rupert Bristol Tiger    | |
| Almirante Lord Dartmouth                    | Agosto de 1683     | Febrero de 1684    | Captain                 | |
| Capitán Cloudesley Shovell                  | Febrero de 1684    | 1686               | James Galley            | |
| Vicealmirante Henry Killigrew               | Julio de 1686      | Junio de 1690      | Dragon                  | |
| Contraalmirante Sir Francis Wheler          | Noviembre de 1693  | Febrero de 1694    | Sussex                  | Fallecido en naufragio en la Bahía de Algeciras |
| Admiral of the Fleet Edward Russell         | Junio de 1694      | Agosto de 1695     |                         | |
| Almirante Sir George Rooke                  | Agosto de 1695     | Abril de 1696      | Queen                   | |
| Vicealmirante John Nevell                   | Octubre de 1696    | Agosto de 1697     | Cambridge               | Fallecido a bordo del Cambridge. |
| Vicealmirante Matthew Aylmer                | Septiembre de 1698 | Noviembre de 1699  | Boyne                   | |
| Almirante Sir Cloudesley Shovell            | Marzo de 1703      | Septiembre de 1703 | Triumph                 | |
| Admiral of the Fleet Sir George Rooke       | Febrero de 1704    | Septiembre de 1704 | Royal Katharine         | |
| Vicealmirante Sir John Leake                | Septiembre de 1704 | Mayo de 1705       | Prince George           | |
| Almirante Lord Peterborough                 | Mayo de 1705       | Marzo de 1707      |                         | Almirante conjunto con Sir Cloudesley Shovell. |
| Admiral of the Fleet Sir Cloudesley Shovell | Mayo de 1705       | Octubre de 1707    |                         | Almirante conjunto con Lord Peterborough. Murió en el desastre naval de las Islas Sorlingas de 1707. |
| Contraalmirante Sir Thomas Dilkes           | Octubre de 1707    | Diciembre de 1707  |                         | Falleció a consecuencia de un resfriado en Livorno. |
| Almirante Sir John Leake                    | Enero de 1708      | Septiembre de 1708 | Albemarle               | |
| Almirante George Byng                       | Diciembre 1708     | Otoño de 1709      |                         | Nombrado Comandante en Jefe de la Escuadra del Mediterráneo (Commander-in-Chief, Mediterranean Squadron) |
| Almirante Sir John Norris                   | Diciembre de 1709  | Noviembre de 1710  |                         | |
| Almirante Sir John Jennings                 | Noviembre de 1710  | Diciembre de 1713  | Blenheim                | |
| Almirante Sir James Wishart                 | Diciembre de 1713  | 1715               | Rippon                  | |
| Vicealmirante John Baker                    | Mayo de 1715       | Octubre de 1716    | Lion                    | |
| Vicealmirante Charles Cornwall              | Octubre de 1716    | Marzo de 1718      |                         | |
| Admiral of the Fleet George Byng            | Marzo de 1718      | Octubre de 1720    | Barfleur                | Nombrado comandante de la flota británica del Mediterráneo (Commander of the British Mediterranean Fleet) |
| Vicealmirante Sir Charles Wager             | Enero de 1727      | Abril de 1728      |                         | |
| Almirante Sir Charles Wager                 | Agosto de 1731     | Diciembre de 1731  | Namur                   | |
| Comodoro George Clinton                     | 1736               | 1738               |                         | |
| Vicealmirante Nicholas Haddock              | Mayo de 1738       | Febrero de 1742    |                         | |
| Contraalmirante Richard Lestock             | Febrero de 1742    | Marzo de 1742      | Neptune                 | |
| Almirante Thomas Mathews                    | Marzo de 1742      | Junio de 1744      |                         | |
| Vicealmirante William Rowley                | Agosto de 1744     | Julio de 1745      | Neptune                 | |
| Vicealmirante Henry Medley                  | Julio de 1745      | Agosto de 1747     | Russell                 | Murió de fiebres en Vado Ligure. |
| Vicealmirante John Byng                     | Agosto de 1747     | Agosto de 1748     | Princess                | |
| Contraalmirante John Forbes                 | Agosto 1748        | Octubre de 1748    |                         | Como Comandante en Jefe en el Mediterráneo (Commander-in-Chief in the Mediterranean) |
| Comodoro Augustus Keppel                    | Marzo de 1749      | Julio de 1751      | Centurion               | |
| Comodoro George Edgcumbe                    | 1751               | Abril de 1756      | Monmouth Deptford       | |
| Almirante John Byng                         | Abril de 1756      | Julio de 1756      |                         | Ante la imposibilidad de hacer frente a los franceses en Menorca, puso rumbo el 24 de mayo de 1756 a Gibraltar y reparó las naves, además de reabastecerse de suministros y tropas con la intención de regresar de inmediato a Menorca, pero poco antes de partir fue relevado del mando (julio de 1756) y enviado a Inglaterra. Allí se enfrentó a una corte marcial que lo encontró culpable de no haber realizado todo lo posible para prevenir y evitar la caída de Menorca en manos de los franceses. Fue fusilado a bordo del HMS Monarch, atracado en Portsmouth, bajo mando del capitán John Montagu, más tarde gobernador de Newfoundland, pocas semanas antes de que la nave zarpara para participar en la batalla de Cartagena. |
| Vicealmirante Sir Edward Hawke              | Julio de 1756      | Enero de 1757      | Ramillies               | |
| Contraalmirante Charles Saunders            | Enero de 1757      | Mayo de 1757       |                         | |

### Comandante en Jefe, Flota del Mediterráneo

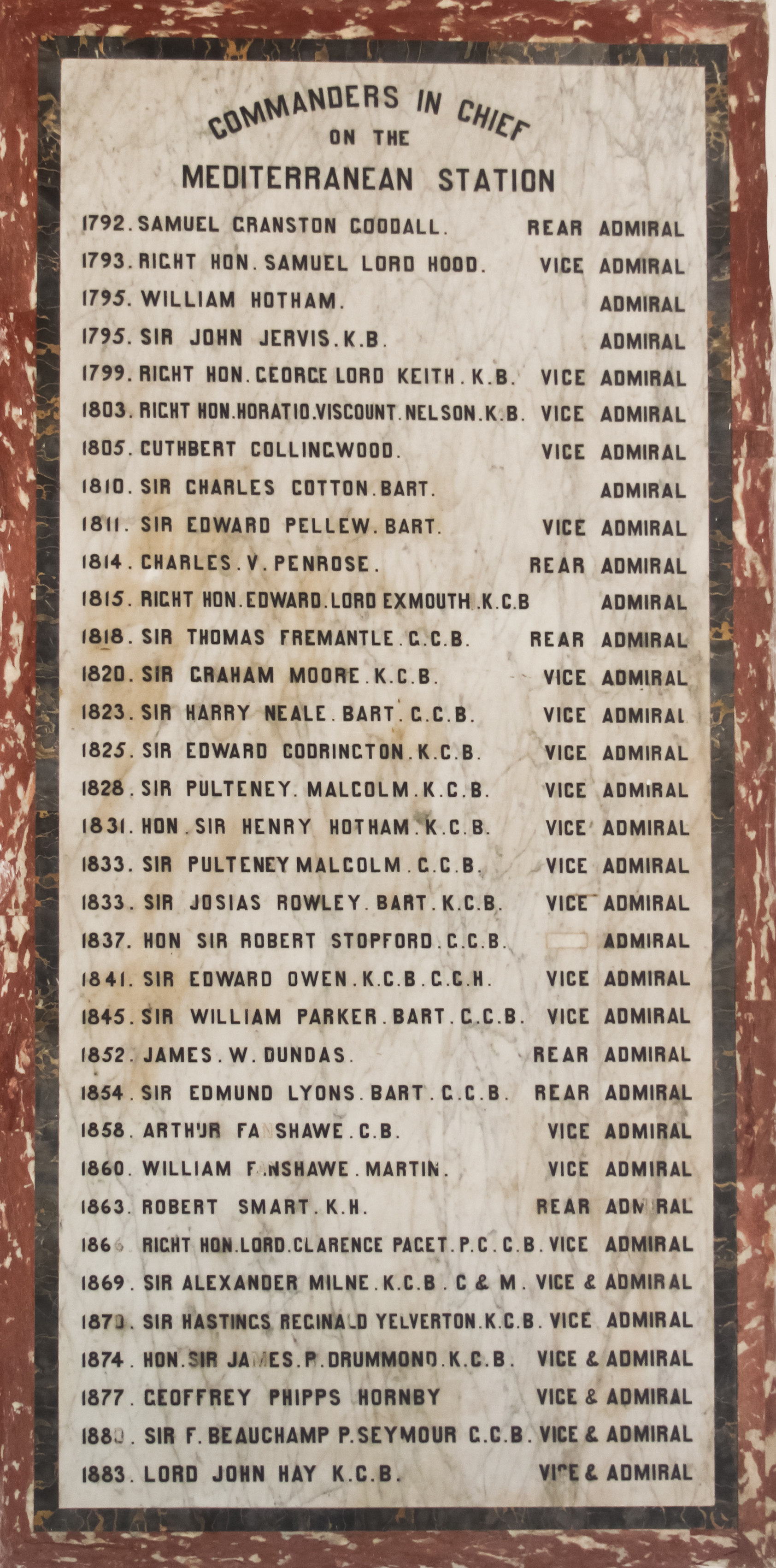
Comandantes en Jefe de la Mediterranean Station (1792–1883)

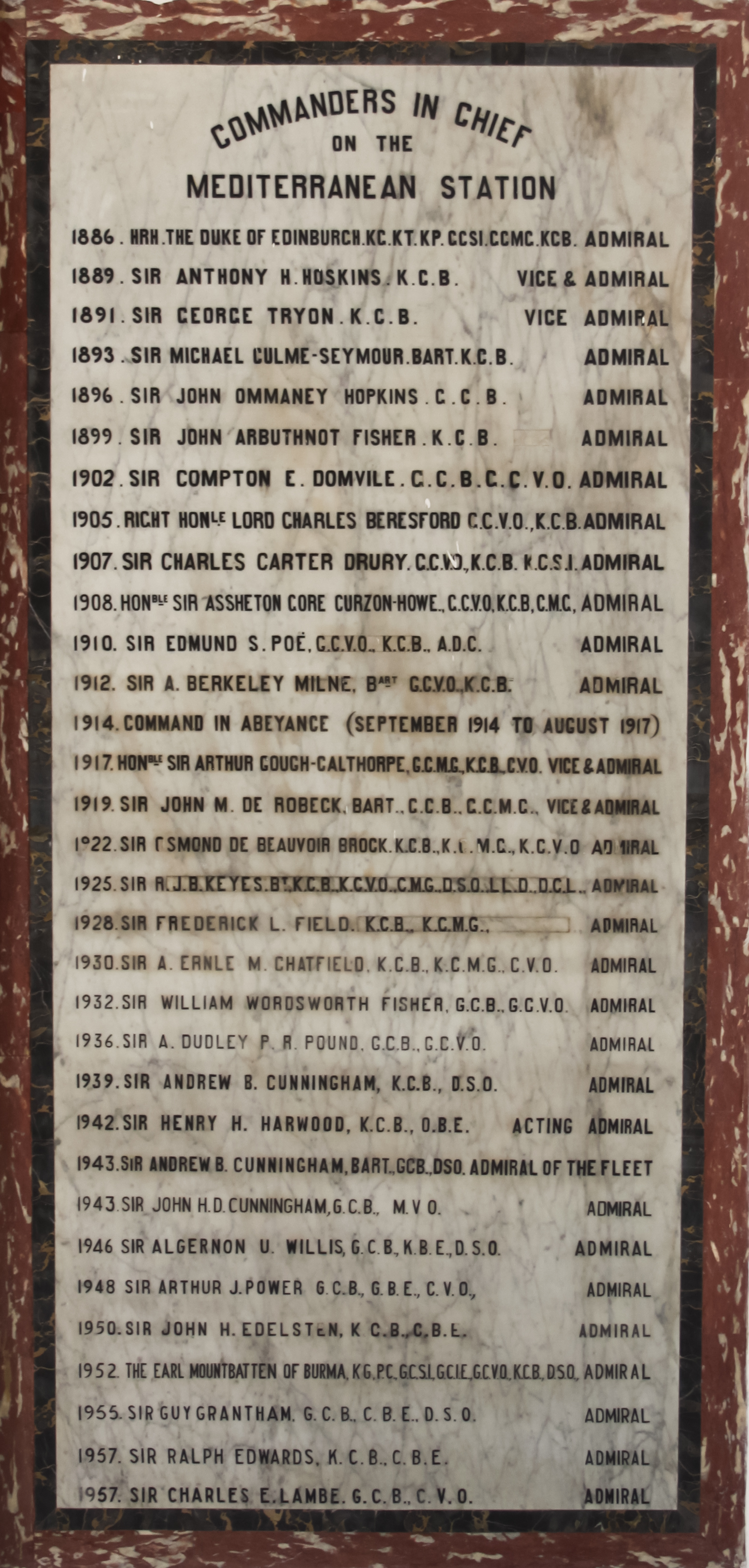
Comandantes en Jefe de la Mediterranean Station (1886–1957)

El primer Comandante en Jefe de la Flota del Mediterráneo puede haber sido denominado con ese nombre como pronto en 1665. Los Comandantes en Jefe están incluidos:

| Comandante en Jefe | Desde                                                                   | Hasta                   | Buque Insignia                                                                                           | Observaciones |
| --- | ----------------------------------------------------------------------- | ----------------------- | --- | --- |
| Almirante Henry Osborn | Mayo de 1757                                                            | Marzo de 1758           | | |
| Vice-Admiral Sir Charles Saunders | Abril de 1760                                                           | Abril de 1763           | | |
| Commodore Richard Spry | Mayo de 1766                                                            | Noviembre de 1769       | | |
| Rear-Admiral Richard Howe | Noviembre de 1770                                                       | Junio de 1774           | | |
| Vice-Admiral Robert Man | Junio de 1774                                                           | Septiembre de 1777      | | |
| Vice-Admiral Robert Duff | Septiembre de 1777                                                      | Enero de 1780           | Panther                                                                                                  | |
| Commodore John Elliot | Enero de 1780                                                           | Febrero de 1780         | Edgar | |
| No fleet present | Febrero de 1780                                                         | Diciembre de 1783       | | |
| Comodoro Sir John Lindsay | Diciembre de 1783                                                       | Julio de 1785           | Trusty                                                                                                   | |
| Comodoro Phillips Cosby | Julio de 1785                                                           | Enero de 1789           | Trusty                                                                                                   | |
| Contraalmirante Joseph Peyton | 1789                                                                    | 1792                    | | |
| Contraalmirante Samuel Granston Goodall | 1792                                                                    | 1793                    | | |
| Vicealmirante Sir Samuel Hood | Febrero de 1793                                                         | Octubre de 1794         | | |
| Vicealmirante Lord Hotham | Octubre de 1794                                                         | Noviembre de 1795       | | |
| Vicealmirante Lord Jervis | 1796                                                                    | 1799                    | | |
| Vicealmirante Lord Keith | Noviembre de 1799                                                       | 1802                    | | |
| Contraalmirante Sir Richard Bickerton | 1802                                                                    | 1803                    | | |
| Vicealmirante Lord Nelson | Mayo 1803                                                               | October 1805            | Victory                                                                                                  | Fallecido en combate en la Batalla de Trafalgar |
| Vicealmirante Lord Collingwood | 1805                                                                    | 1810                    | | |
| Vicealmirante Sir Charles Cotton | 1810                                                                    | 1811                    | | |
| Vicealmirante Sir Edward Pellew | 1811                                                                    | 1814                    | | |
| Vicealmirante Sir Charles Penrose | 1814                                                                    | 1815                    | | |
| Vicealmirante Lord Exmouth | 1815                                                                    | 1816                    | | |
| Vicealmirante Sir Charles Penrose | 1816                                                                    | 1818                    | | |
| Vicealmirante Sir Thomas Fremantle | 1818                                                                    | 1820                    | | |
| Vicealmirante Sir Graham Moore | 1820                                                                    | 1823                    | | |
| Vicealmirante Sir Harry Burrard-Neale | 1823                                                                    | 1826                    | | |
| Vicealmirante Sir Edward Codrington | 1826                                                                    | 1828                    | | |
| Vicealmirante Sir Pulteney Malcolm | 1828                                                                    | 1831                    | | |
| Vicealmirante Sir Henry Hotham | 30 de marzo de 1831                                                     | 19 de abril de 1833     | | Fallecido el 19 de abril de 1833 |
| Vicealmirante Sir Pulteney Malcolm | 3 de mayo de 1833                                                       | 18 de diciembre de 1833 | | |
| Vice-Admiral Sir Josias Rowley | 18 de diciembre de 1833                                                 | 9 de febrero de 1837    | | |
| Almirante Sir Robert Stopford | 9 de febrero de 1837                                                    | 14 de octubre de 1841   | | |
| Contraalmirante Sir Francis Mason | 31 de octubre de 1841                                                   | Abril de 1842           | | |
| Vicealmirante Sir Edward Owen | Abril de 1842                                                           | 27 de febrero de 1845   | | |
| Vicealmirante Sir William Parker | 27 de febrero de 1845                                                   | 13 de julio de 1846     | | Parker fue brevemente Primer Lord del Mar en julio de 1846, pero solicitó permiso para regresar al Mediterráneo por motivos de salud.                                                         |
| Vicealmirante Sir William Parker | 24 de julio de 1846                                                     | 17 de enero de 1852     | | |
| Contraalmirante Sir James Dundas | 17 de enero de 1852                                                     | 1854                    | | Ascendido a Vicealmirante el 17 de diciembre de 1852 |
| Contraalmirante Sir Edmund Lyons | 1854                                                                    | 22 de febrero de 1858   | | Ascendido a Vicealmirante el 19 de marzo de 1857 |
| Vicealmirante Sir Arthur Fanshawe | 22 de febrero de 1858                                                   | 19 de abril de 1860     | Marlborough                                                                                              | |
| Vicealmirante Sir William Martin | 19 de abril de 1860                                                     | 20 de abril de 1863     | Marlborough                                                                                              | |
| Vicealmirante Sir Robert Smart | 20 de abril de 1863                                                     | 28 de abril de 1866     | Marlborough then Victoria                                                                                | |
| Vicealmirante Lord Clarence Paget | 28 de abril de 1866                                                     | 28 de abril de 1869     | Victoria, luego Caledonia                                                                                | |
| Vicealmirante Sir Alexander Milne | 28 de abril de 1869                                                     | 25 de octubre de 1870   | Lord Warden                                                                                              | Ascendido a Almirante el 1 de abril de 1870 |
| Vicealmirante Sir Hastings Yelverton | 25 de octubre de 1870                                                   | 13 de enero de 1874     | Lord Warden                                                                                              | |
| Vicealmirante Sir James Drummond | 13 de enero de 1874                                                     | 5 de enero de 1877      | Lord Warden, luego Hercules                                                                              | |
| Vicealmirante Sir Geoffrey Hornby | 5 de enero de 1877                                                      | 5 de febrero de 1880    | Alexandra                                                                                                | Ascendido a Almirante el 15 de junio de 1879 |
| Vicealmirante Sir Beauchamp Seymour | 5 de febrero de 1880                                                    | 7 de febrero de 1883    | Inconstant y Alexandra                                                                                   | Ascendido a Almirante el 6 de mayo de 1882 |
| Vicealmirante Lord John Hay | 7 de febrero de 1883                                                    | 5 de febrero de 1886    | Alexandra                                                                                                | Ascendido a Almirante el 8 de julio de 1884 |
| Vicealmirante H.R.H. the Duke of Edinburgh | 5 de febrero de 1886                                                    | 11 de marzo de 1889     | Alexandra                                                                                                | Ascendido a Almirante el 18 de octubre de 1887 |
| Vicealmirante Sir Anthony Hoskins | 11 de marzo de 1889                                                     | 20 de agosto de 1891    | Alexandra Mar 89 – Dic 89 Camperdown Dic 89 – May 90 Victoria May 90 onwards: 222, 320, 336              | Ascendido a Almirante el 20 de junio de 1891 |
| Vicealmirante Sir George Tryon | 20 de agosto de 1891                                                    | 22 de junio de 1893     | Victoria                                                                                                 | Desaparecido tras el hundimiento del HMS Victoria |
| Almirante Sir Michael Culme-Seymour | 29 de junio de 1893                                                     | 10 de noviembre de 1896 | Ramillies                                                                                                | |
| Almirante Sir John Hopkins | 10 de noviembre de 1896                                                 | 1 de julio de 1899      | Ramillies                                                                                                | |
| Almirante Sir John Fisher | 1 de julio de 1899                                                      | 4 de junio de 1902      | Renown                                                                                                   | |
| Almirante Sir Compton Domvile | 4 de junio de 1902                                                      | Junio de 1905           | Bulwark                                                                                                  | |
| Almirante Lord Charles Beresford | appointed 1 de mayo de 1905 assumed command 6 de junio de 1905          | Febrero de 1907         | Bulwark                                                                                                  | |
| Almirante Sir Charles Drury | appointed 5 de marzo de1907 assumed command 27 de marzo de 1907         | 1908                    | Queen | |
| Almirante Sir Assheton Curzon-Howe | 20 de noviembre der 1908                                                | 1910                    | Exmouth                                                                                                  | |
| Almirante Sir Edmund Poë | 30 de abril de 1910                                                     | November 1912           | Exmouth                                                                                                  | |
| Almirante Sir Berkley Milne | appointed 1 de junio de 1912 assumed command 12 de junio de 1912        | 27 de agosto de 1914    | Inflexible                                                                                               | |
| Durante la Primera Guerra Mundial se pusieron en marcha planes para separar el Mediterráneo en áreas específicas de responsabilidad. Los británicos fueron encargados de la responsabilidad de Gibraltar, Malta, la costa egipcia y el Egeo en agosto de 1917 el vicealmirante Somerset Gough-Calthorpe se convirtió en Commander-in-Chief, Mediterranean Fleet al mando de todas las fuerzas británicas en el Mediterráneo. El mando aliado general permanecería bajo el control del Comandante en Jefe Aliado, que era el jefe de la Armada francesa. El vicealmirante Somerset Gough-Calthorpe también fue responsable de coordinar otras fuerzas aliadas en el Mediterráneo. Las fuerzas británicas se dividieron en varios subcomandos: Gibraltar, Malta, Escuadrón Británico del Adriático, Escuadrón Británico del Egeo, la División de Egipto y el Mar Rojo y la Fuerza del Mar Negro y Mármara. Los títulos de las publicaciones se han puesto en negrita en la columna de notas. |                                                                         |                         | | |
| Almirante Sir Somerset Gough-Calthorpe | 26 de agosto de 1917                                                    | 25 de julio de 1919     | Superb                                                                                                   | Commander-in-Chief Mediterranean |
| Vicealmirante Sir John de Robeck | 26 de julio de 1919                                                     | 14 de mayo de 1922      | Iron Duke                                                                                                | |
| Vicealmirante Sir Osmond Brock | 15 de mayo de 1922                                                      | 7 de junio de 1925      | Iron Duke                                                                                                | Ascendido a Almirante el 31 de julio de 1924 |
| Almirante Sir Roger Keyes | 8 de junio de 1925                                                      | 7 de junio de 1928      | Warspite                                                                                                 | |
| Almirante Sir Frederick Field | 8 de junio de 1928                                                      | 28 de mayo de 1930      | Queen Elizabeth                                                                                          | |
| Almirante Sir Ernle Chatfield | 27 de mayo de 1930                                                      | 31 de octubre de 1932   | Queen Elizabeth                                                                                          | |
| Almirante Sir William Fisher | 31 de octubre de 1932                                                   | 19 de marzo de 1936     | Resolution later Queen Elizabeth                                                                         | |
| Almirante Sir Dudley Pound | 20 de marzo de 1936                                                     | 31 de mayo de 1939      | Queen Elizabeth                                                                                          | |
| Durante la Segunda Guerra Mundial, la flota se dividió en dos durante un período. Véase anotaciones en la columna. |                                                                         |                         | | |
| Almirante Sir Andrew Cunningham | 1 de junio de 1939 6 de junio de 1939 asumió el mando de forma efectiva | Marzo de 1942           | Warspite Agosto de 1939 HMS St Angelo Fuerte de San Ángel (Malta) Abril de 1940 Warspite Febrero de 1941 | Comandante en Jefe de la Flota del Mediterráneo. El vicealmirante Cunningham recibió el empleo interino de almirante el 1 de junio de 1930 y fue ascendido a almirante el 3 de enero de 1941. |
| Almirante Sir Henry Harwood | 22 de abril de 1942                                                     | Febrero de 1943         | Warspite HMS Nile (base en Alejandría) Agosto de 1942                                                    | Comandante en Jefe de la Flota del Mediterráneo. Al vicealmirante Harwood se le otorgó el rango interino de almirante.                                                                        |
| Almirante Sir Andrew Cunningham | 1 de noviembre de 1942                                                  | 20 de febrero de 1943   | HMS Hannibal (base en Argel)                                                                             | Naval Commander Expeditionary Force (NCXF) North Africa and Mediterranean |
| En febrero de 1943 la Flota se dividió en un comando de buques y un comando de puertos y bases navales: Flota del Mediterráneo: Comandante en Jefe de la Flota del Mediterráneo, 15ª Escuadrilla de Cruceros, Cdre. (D) Levante: Comandante en Jefe, Levante, Alejandría, Malta, Port Said, Haifa, Bizerta, Trípoli, Marsa Matruh, Bengasi, Adén, Bougía, Philippeville. El Comandante en Jefe de Levante fue renombrado como Comandante en Jefe de Levante y Mediterráneo Oriental a finales de 1943. En enero de 1944 los dos mandos fueron reunificados como Oficial de Bandera del Levante y Mediterráneo Oriental (Flag Officer, Levant and East Mediterranean (FOLEM) informando al Comandante en Jefe del Mediterráneo. |                                                                         |                         | | |
| Almirante de la Flota Sir Andrew Cunningham | 20 de febrero de 1943                                                   | 15 de octubre de 1943   | HMS Hannibal (base, Argel/Tarento)                                                                       | Comandante en Jefe de la Flota del Mediterráneo. |
| Almirante Sir John Cunningham | 15 de octubre de 1943                                                   | Febrero, 1946           | HMS Hannibal (base en Argel y Tarento)                                                                   | Commander-in-Chief, Mediterranean Station & Allied Naval Commander Mediterranean |
| Almirante Sir Algernon Willis | 1946                                                                    | 1948                    | HMS St Angelo (base en Malta)                                                                            | |
| Almirante Sir Arthur Power | 1948                                                                    | 1950                    | HMS St Angelo (base en Malta)                                                                            | Commander-in-Chief, Mediterranean |
| Almirante Sir John Edelsten | 1950                                                                    | 1952                    | HMS St Angelo (base en Malta)                                                                            | Commander-in-Chief, Mediterranean |
| Almirante Earl Mountbatten of Burma | 1952                                                                    | 10 de diciembre de 1954 | HMS St Angelo (base en Malta)                                                                            | Commander-in-Chief, Mediterranean |
| Almirante Sir Guy Grantham | 10 de diciembre de 1954                                                 | 10 de abril de 1957     | HMS St Angelo (base en Malta)                                                                            | |
| Vicealmirante Sir Ralph Edwards | 10 de abril de 1957                                                     | 11 de noviembre de 1958 | HMS St Angelo (base en Malta)                                                                            | |
| Almirante Sir Charles Lambe | 11 de noviembre de 1958                                                 | 2 de febrero de 1959    | HMS Phoenicia (base en Malta)                                                                            | |
| Almirante Sir Alexander Bingley | 2 de febrero de 1959                                                    | 30 de junio de 1961     | HMS Phoenicia (base en Malta)                                                                            | |
| Almirante Sir Deric Holland-Martin | 30 de junio de 1961                                                     | 1 de febrero de 1964    | HMS Phoenicia (base en Malta)                                                                            | |
| Almirante Sir John Hamilton | 1 de febrero de 1964                                                    | 5 de junio de 1967      | HMS St Angelo (base en Malta)                                                                            | |

#### Jefe de Estado Mayor
El Jefe de Estado Mayor era el oficial principal de Estado Mayor (Principal Staff Officer, PSO), que es el coordinador del personal de apoyo o el principal ayudante de campo del Comandante en Jefe.
| Cargo                                                          | Fechas    | Notas              |
| -------------------------------------------------------------- | --------- | ------------------ |
| Jefe de Estado Mayor de la Flota del Mediterráneo              | 1893–1967 | [ nota 1 ] [ 105 ] |
| Ayudante del Jefe de Estado Mayor de la Flota del Mediterráneo | 1943–1944 | [ nota 2 ] [ 105 ] |

#### Cuartel General de la Flota
El cuartel general de las Flotas del Mediterráneo se basó inicialmente en el Puerto de Mahón (Menorca), durante la mayor parte del siglo XVIII. Alternó entre Gibraltar y Malta desde 1791 hasta 1812. Desde 1813 hasta julio de 1939 ya estuvo permanentemente en Malta. En agosto de 1939, la Flota del Mediterráneo trasladó su cuartel general a bordo del HMS Warspite hasta abril de 1940. Luego regresó a Malta hasta febrero de 1941. Lo transfirió de nuevo al HMS Warspite hasta julio de 1942. En agosto de 1942 el cuartel general se trasladó a Alejandría, donde permaneció desde junio de 1940 hasta febrero de 1943. El cuartel general fue cambiado de nuevo, pero esta vez en rotación entre Argel y Tarento hasta junio de 1944. Luego se trasladó de nuevo a Malta hasta que fue abolido en 1967.

##### Oficiales de bandera superiores con responsabilidades de flota(Senior Flag Officers)
| En unidad de mando formación                                                      | Fechas    | Notas              |
| --------------------------------------------------------------------------------- | --------- | ------------------ |
| Segundo Jefe de la Flota del Mediterráneo                                         | 1861–1939 | [ 113 ]            |
| Vicealmirante Jefe de Fuerzas Ligeras y Segundo Jefe de la Flota del Mediterráneo | 1940–1942 | [ 105 ]            |
| Vicealmirante (D) del Mando de destructores de la Flota del Mediterráneo          | 1922–1965 | [ 105 ] [ nota 3 ] |
| Oficial de Bandera, Medios Aéreos y Segundo Jefe de la Flota del Mediterráneo     | 1947–1958 | [ 105 ]            |
| Oficial de Bandera de Portaaviones en el Mediterráneo                             | 1940–1943 | [ 114 ]            |
| Contraalmirante (D) del Mando de destructores de la Flota del Mediterráneo        | 1922–1965 | [ 105 ] [ nota 4 ] |
| Contraalmirante de la Flota del Mediterráneo                                      | 1903–1905 | [ 115 ]            |
| Comodoro (D) del Mando de destructores de la Flota del Mediterráneo               | 1922–1965 | [ 105 ] [ nota 5 ] |

## Mandos y formaciones subordinadas
La lista no sigue un orden cronológico exhaustivo, habiendo cargos que se solapan en sus mandatos.
| Mando de unidad o formación                                        | Fechas                            | Notas               |
| ------------------------------------------------------------------ | --------------------------------- | ------------------- |
| Almirante Superintendente en Malta                                 | 1832–1934                         | [ 105 ]             |
| Comodoro, Patrullas del Adriático                                  | 1915–1918                         | [ 116 ]             |
| Comodoro Jefe del Puesto de Argel                                  | Diciembre de 1942–Febrero de 1943 | [ 105 ] [ nota 6 ]  |
| Comodoro Jefe del Puesto de Esmirna                                | 1919–1920                         | [ 117 ]             |
| Commodore Commanding, British Adriatic Force                       | 1917–1919                         |                     |
| Commodore Commanding, Red Sea Division                             | 1884–1885                         |                     |
| Flag Officer Commanding Force H                                    | 1940–1941                         | [ 105 ]             |
| Flag Officer Commanding, Red Sea and Canal Area                    | Mayo de 1942–Febrero de 1943      |                     |
| Oficial de Bandera en Gibraltar                                    | 1902–1939, 1946–1967              | [ 105 ]             |
| Oficial de Bandera en Gibraltar y Atlántico Norte                  | Mayo a noviembre de 1939          | [ 105 ] [ nota 7 ]  |
| Flag Officer, Gibraltar and Mediterranean Approaches               | 1943–1946                         | [ 105 ]             |
| Flag Officer, Levant and East Mediterranean                        | 1944–1946                         | [ 105 ]             |
| Oficial de Bandera en Malta                                        | 1934–1943, 1946–1963              | [ 105 ]             |
| Oficial de Bandera en Malta y Mediterráneo Central                 | 1943–1946                         |                     |
| Oficial de Bandera en el Mar Rojo                                  | Octubre de 1941–Mayo de 1942      | [ nota 8 ]          |
| Oficial de Bandera en el Mediterráneo Occidental                   | Julio de 1944–Mayo de 1945        |                     |
| Contraalmirante en Alejandría                                      | 1939–1944                         | [ 105 ] [ nota 9 ]  |
| Contraalmirante en Egipto y el Mar Rojo                            | 1917–1920                         |                     |
| Rear-Admiral, Training Establishment Mediterranean                 | Mayo a agosto de 1942             | [ 105 ]             |
| Rear-Admiral Commanding 1st Cruiser Squadron                       | 1914–1915, 1924–1939, 1947–1955   | [ 105 ]             |
| Rear-Admiral Commanding 2nd Cruiser Squadron                       | 1946–1947                         |                     |
| Rear-Admiral Commanding, 3rd Cruiser Squadron                      | 1939–1941                         | [ 105 ]             |
| Rear-Admiral Commanding, 6th Cruiser Squadron                      | 1910–1912                         |                     |
| Rear-Admiral Commanding, 12th Cruiser Squadron                     | 1942–1943                         |                     |
| Rear-Admiral Commanding, 15th Cruiser Squadron                     | 1942–1944                         | [ 105 ]             |
| Rear-Admiral Commanding, Black Sea, Caspian Sea and Sea of Marmora | 1918–1919                         | [ 118 ]             |
| Contralmirante al mando de la Escuadra Británica del Adriático     | 1915–1917                         | [ nota 10 ] [ 119 ] |
| Contralmirante al mando de la Escuadra Británica del Egeo          | 1917–1918                         |                     |
| Rear-Admiral Commanding, Mediterranean Cruiser Squadron            | 1912                              |                     |
| Rear-Admiral, Second-in-Command, Eastern Mediterranean Squadron    | 1915–1918                         | [ nota 11 ]         |
| Senior British Naval Officer, Suez Canal Area                      | 1939–1942                         | [ 105 ]             |
| Senior Naval Officer-in-Charge, Suez                               | 1941–1942                         | [ 120 ]             |
| Senior Naval Officer, Mudros                                       | 1915–1918                         | [ 121 ]             |
| Vice-Admiral Commanding 1st Battle Squadron                        | 1939–1941                         | [ 105 ]             |
| Vice-Admiral Commanding, 2nd Aircraft Carrier Squadron             | 1947–1951                         |                     |
| Vice-Admiral Commanding, Battlecruiser Squadron                    | 1947–1951                         |                     |
| Vice-Admiral Commanding, Eastern Mediterranean Squadron            | 1937–1939                         |                     |
| Vicealmirante en Jefe (Malta)                                      | 1937–1941                         | [ 105 ]             |

Elementos de la Patrulla Auxiliar, bajo mando del Almirante de Patrullas, durante la Primera Guerra Mundial se encontraban actuando en el Mediterráneo. Varias zonas de actuación estaban bajo autoridad británica.

### Principales unidades de apoyo subordinadas
Note: At various times included the following.
| Mando de unidad o formación                      | Fechas                                     | Notas            |
| ------------------------------------------------ | ------------------------------------------ | ---------------- |
| Oficial Principal de Transporte Naval, (Moudros) | 31 de agosto de 1915 – 20 de enero de 1916 | Comodoro en Jefe |
| Oficial Principal de Transporte Naval (Salónica) | 20 de enero de 1916 – Junio de 1916        | Comodoro en Jefe |

#### Unidades menores subordinadas en tierra.
Included:
| Ubicación               | Mando                                                  | Fechas                                    | Notas   |
| ----------------------- | ------------------------------------------------------ | ----------------------------------------- | ------- |
| Adén                    | Oficial Naval a cargo (Adén)                           | 1935–1938                                 | [ 105 ] |
| Alejandría              | Oficial Naval a cargo (Puertos de Chipre)              | 1941–1943                                 | [ 105 ] |
| Annaba (Bône)           | Oficial Naval a cargo (Bône)                           | Enero a febrero de 1943                   | [ 105 ] |
| Bugía                   | Oficial Naval a cargo (Bugía)                          | Enero a febrero de 1943                   | [ 105 ] |
| Bríndisi                | British Señor Oficial Naval del Reino Unido (Bríndisi) | 1916–1918                                 | [ 124 ] |
| Génova                  | Señor Oficial Naval (Génova)                           | 1919                                      |         |
| Gibraltar               | Señor Oficial (Gibraltar)                              | 1889–1902                                 | [ 125 ] |
| Haifa                   | Oficial Naval a cargo (Haifa)                          | 1935–1939                                 | [ 105 ] |
| Haifa                   | Oficial Naval a cargo (Puertos de Palestina)           | 1940–1943                                 | [ 105 ] |
| Marsa Matruh            | Oficial Naval a cargo (Mersa Matruh)                   | 1941–1943                                 | [ 105 ] |
| Moúdros                 | Capitán de la Base de Moudros                          | 1918–1920                                 | [ 126 ] |
| Skikda (Phillippeville) | Oficial Naval a cargo (Phillippeville)                 | Enero a febrero de 1943                   | [ 105 ] |
| Puerto Said             | Oficial Naval a cargo (Puerto Said)                    | Diciembre de 1916 a febreri de 1943       | [ 105 ] |
| Salónica                | Oficial de la División Naval de Transporte (Salónica)  | 26 de enero de 1917 a 16 de abril de 1919 |         |
| Tarento                 | Señor Oficial Naval (Tarento)                          | Diciembre de 1918 a marzo de 1919         | [ 127 ] |
| Trieste                 | Oficial a cargo del Transporte Naval (Trieste)         | Enero de 1916 a diciembre de 1918         | [ 128 ] |